# Luís Cincinato da Costa
Luís Cincinato Cabral da Costa ComMA (Lisboa, 11 de Abril de 1900 - 1966) foi um professor, deputado e engenheiro agrónomo português.

## Biografia

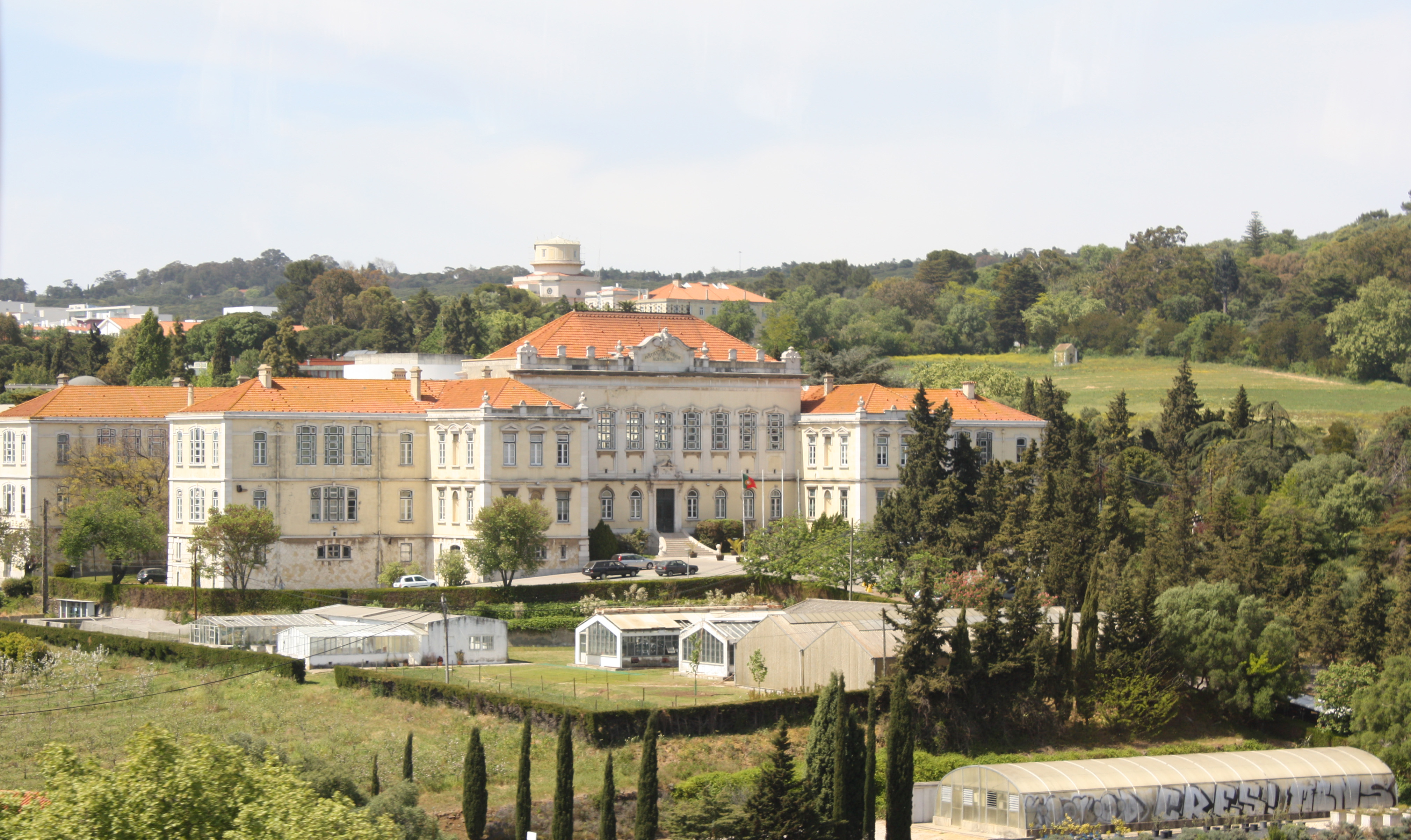
Instituto Superior de Agronomia.

Nasceu na cidade de Lisboa, em 11 de Abril de 1900, filho de Bernardino Camilo Cincinato da Costa. Frequentou o liceu entre 1910 e 1918, com o curso complementar de ciências.
Matriculou-se no ano lectivo de 1918-1919 no Instituto Superior de Agronomia de Lisboa, onde se licenciou em agronomia e silvicultura pelo Instituto Superior de Agronomia de Lisboa A sua tese final foi apresentada em Julho de 1924, intitulada de A Cultura do Milho na Região do Entre Minho e Douro – Subsídios para o estudo de Alguns Milhos Portugueses, tendo recebido uma classificação de 18 valores.
Começou a sua carreira no Instituto Superior de Agronomia em 4 de Novembro de 1924, primeiro como chefe de Laboratório de Tecnologia Agrícola, tendo ascendido depois a assistente, professor auxiliar e finalmente a professor catedrático de Tecnologia Agrícola, cargo para o qual foi nomeado em 30 de Dezembro de 1934 após um concurso público. Entretanto, em 1931 fez os seus estágios de estudo e especialização em pólos vinícolas na Itália e em França, nomeadamente os de Asti e de Montpellier, como bolseiro da Junta Nacional da Educação. Entre 1934 e 1935 regeu a cadeira de Tecnologia Agrícola.
Em 1945 passou a exercer como presidente da Comissão Técnica de 
Métodos Químico-Analíticos. Também foi vogal do Conselho Técnico Corporativo, do Conselho de Cadastro e da Comissão Permanente de Viticultura e Enologia, e fez parte do Conselho Superior de Viticultura. Foi vogal do 
Conselho do cadastro, representando a Associação Central da Agricultura.
Participou em vários congressos internacionais, onde representou Portugal. Em 1932, foi presidente da delegação portuguesa ao III Congresso Internacional da Vinha e do Vinho, posição que repetiu durante o X Congresso, em 1962. Também foi o representante português nos Congressos Internacionais do Azeite de Lisboa em 1933, e de Sevilha e Madrid em 1950. Em 1938 fez parte da Comissão Comercial ao Brasil, e em 1941 foi presidente da Comissão Técnica Luso-Brasileira, que foi responsável pelo estudo dos problemas económicos entre os dois países, na sequência do Protocolo adicional ao tratado de Comércio e Navegação entre Portugal e Brasil, assinado em 21 de Junho desse ano. Em 1944, liderou uma Missão aos Estados Unidos da América, para estudar as condições em que devia ser feita a importação de aguardentes portuguesas. Em Julho de 1948, foi um dos membros da delegação de Portugal no 7º Congresso Internacional das Indústrias Agrícolas, em Paris. Em 1949 liderou uma missão que tinha sido encarregada de analisar em Espanha a indústria de exportação de azeite e dos seus derivados, de forma a reunir dados para reorganizar aquela indústria em Portugal. Também foi delegado do estado no Grémio dos Armazenistas de Vinho entre 22 de Fevereiro de 1935 e 17 de Julho de 1954, instituição da qual foi representante em vários congressos internacionais.  Representou o governo português na Conferência Internacional do Vinho de 1932, em Paris, e nos Congressos Internacionais do Vinho de 1928, em Bordéus, de 1932 em Roma, de 1935 em Lausanne, 1938 em Lisboa, 1939 em Bad Kreuznach, de 1950 em Atenas, e de 1953 em Roma. Fez parte da delegação permanente de Portugal no Office Internacional du Vin, tendo começado a fazer parte das sessões anuais daquela instituição em 1946, em Paris, Atenas, Freiburg im Breisgau, Madrid, Lisboa, Porto, Roma, Siena, Colmar, Estrasburgo e Berna.
Foi deputado durante as Segunda, Terceira e Quarta Legislativas, de 1938 a 1948, tendo sido eleito nesta última pelo círculo de Évora, na comissão de Economia. Durante o seu mandato, fez várias intervenções sobre temas relacionados com a agricultura, principalmente sobre distribuição de leite e de cereais às populações. Foi um adepto do Corporativismo.
Em 29 de Julho de 1937, foi um dos representantes do Instituto Superior de Agronomia na cerimónia de inauguração do Armazém de Acondicionamento de Frutas, na Tapada da Ajuda.
Foi presidente da Sociedade de Ciências Agronómicas de Portugal, e sócio correspondente da Academia Italiana della Vite e del Vino.

## Prémios e homenagens
Luís Cincinato da Costa foi honrado com o grau de Comendador na Ordem do Mérito Agrícola em 29 de Outubro de 1932. Em 1936, foi premiado pelo governo francês com o grau de oficial na Ordem do Mérito Agrícola. Também recebeu uma comenda na Ordem do Mérito Agrícola espanhol.